# 世羅幸水農園
世羅幸水農園（せらこうすいのうえん）は、広島県世羅郡世羅町にある観光農園である。

## 概要
土地面積107.329haで日本最大の果樹農園。世羅町の名産品である梨やぶどう・いちご・桃・すももを栽培し全国へ出荷している。
果物狩り体験ができる。

## 沿革
- 1963年 農事組合法人　世羅幸水農園　創立
- 1966年 大阪市場へ初出荷
- 1969年 朝日農業賞　受賞
- 1970年 大阪万国博覧会　出品
- 1985年 農林水産祭日本農林漁業振興会会長賞　受賞
- 1998年 なし直売交流施設　ビルネ・ラーデン　完成
- 1999年 ぶどう栽培　開始
- 2000年 いちご栽培　開始

## 規模
- 土地面積 - 107.329ha
  - 果樹植栽面積 - 63.39ha
  - 梨栽培面積 - 56.61ha
  - ぶどう栽培面積 - 331.2a
  - いちご栽培面積 - 12.0a
  - その他果樹 - 303a

## 周辺
付近一帯は、世羅高原で農園が多く集まっている。

### 交通
- 山陽自動車道三原久井ICから約30分
- 山陽自動車道河内ICから約40分
- 山陽自動車道尾道ICから約40分
- 中国自動車道三次ICから約40分

## 主な栽培品種
- 幸水（梨）
- 豊水（梨）
- 安芸クイーン（ぶどう）
- ピオーネ（ぶどう）
- さちのか（いちご）
- 紅ほっぺ（いちご）